# کلانتر دیزه
کلانتر دیزه (به ترکی آذربایجانی: Kələntər Dizə) یک منطقهٔ مسکونی در جمهوری آذربایجان است که در شهرستان اردوباد واقع شده‌است. کلانتر دیزه ۲۳۷ نفر جمعیت دارد.